# فليمنيغ هانسن
فليمنيغ هانسن هو دراج دنماركي، ولد في 11 فبراير 1944 في Køge ‏ في الدنمارك.

## وصلات خارجية
- فليمنيغ هانسن على موقع أرشيف الدراجات (الإنجليزية)
- فليمنيغ هانسن على موقع أوليمبيديا (الإنجليزية)